# Fransenbinse
Die Fransenbinse  (Fimbristylis dichotoma) ist eine Art aus der Gattung der Fransenbinsen (Fimbristylis) innerhalb der Familie der Sauergrasgewächse (Cyperaceae).

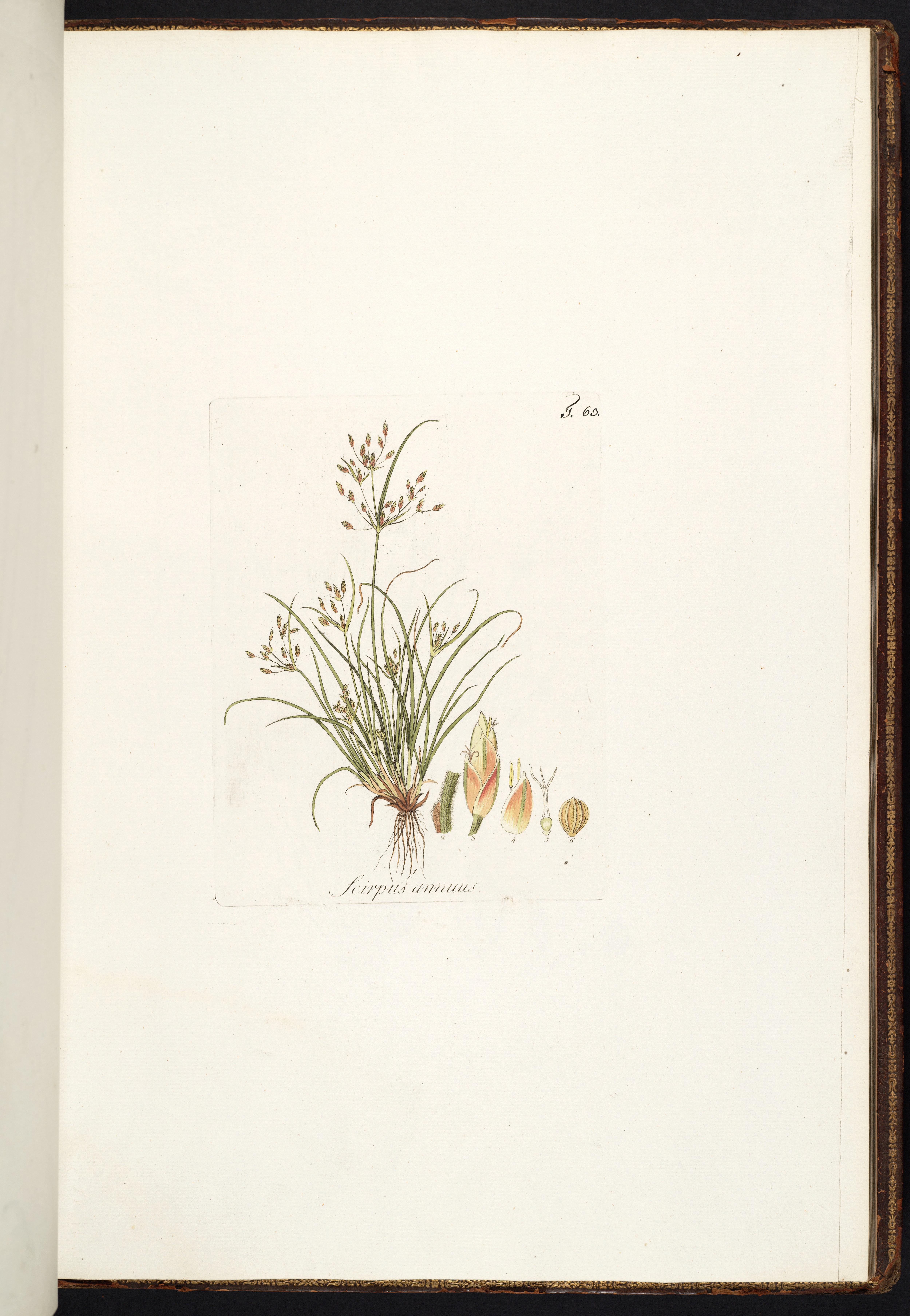
Illustration der Fransenbinse

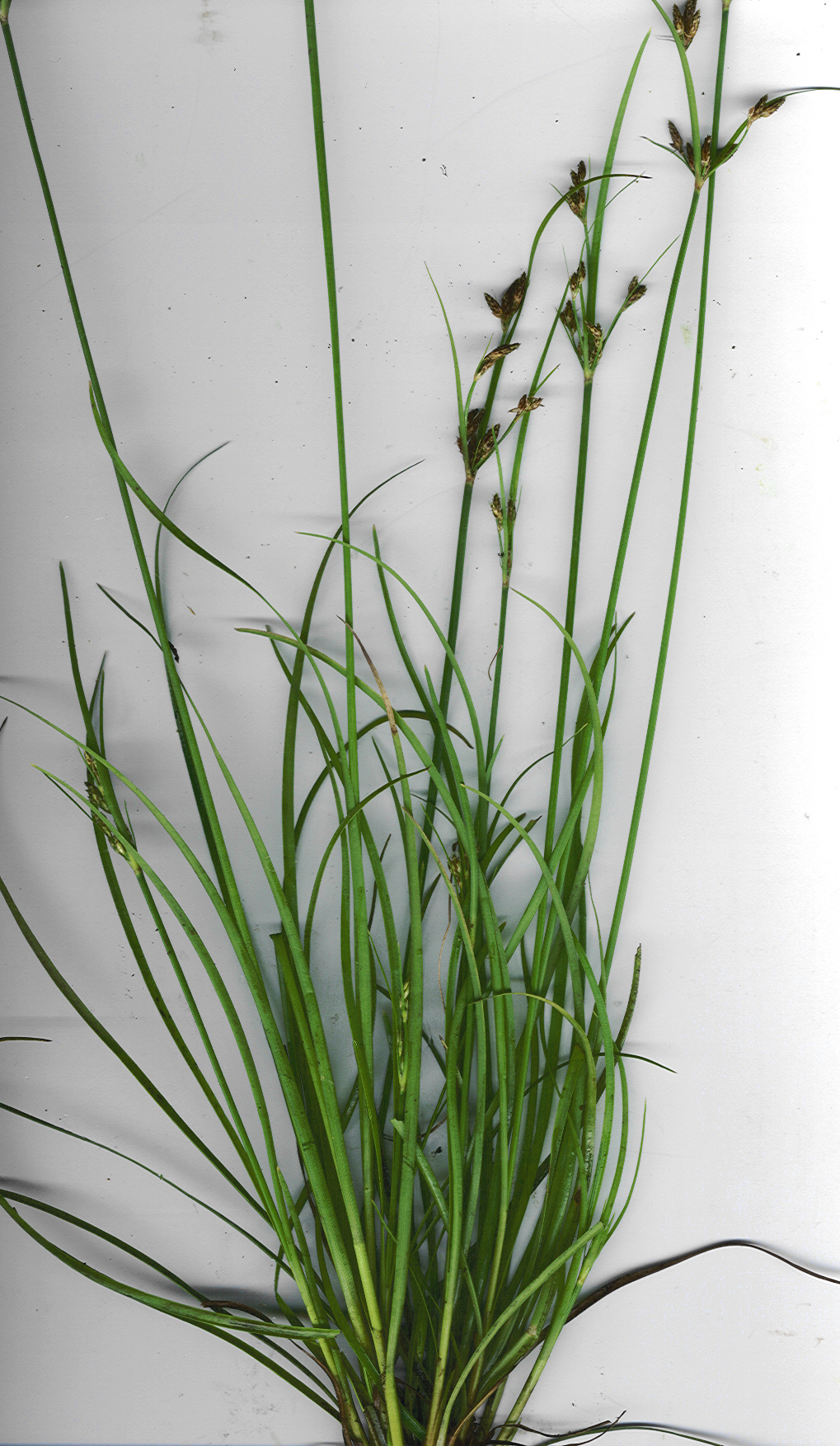
Habitus

## Beschreibung
Die Fransenbinse ist eine einjährige Pflanze, die 5 bis 70 Zentimeter hoch wird. Sie ist büschelig verzweigt.  Der Stängel ist starr aufrecht, stumpf dreikantig, kahl und glatt. Die Blätter sind schmal linealisch, flach, 1 bis 2 Millimeter breit und kürzer als der Stängel. Die 2 bis 4 Hüllblätter des Blütenstands sind kürzer als der Blütenstand. Der Blütenstand ist eine, aus 1 bis 10 Ährchen bestehende Spirre. Die Spirrenäste sind 1 bis 2 Zentimeter lang. Die Ährchen sind eiförmig bis länglich-eiförmig, spitz, 4 bis 8 Millimeter lang und 2 bis 4 Millimeter breit. Jedes Ährchen umfasst 12 bis 15 Blüten. Die Spelzen sind breit eiförmig, dunkelbraun, mit grünem Mittelfeld und schmalem Hautrand. Sie sind kurz stachelspitzig, nur die unterste hat eine längere Stachelspitze. Jede Blüte hat 2 Staubblätter. Der Griffel ist stark zusammengedrückt und unter der Narbe fransig.  Es sind 2 Narben vorhanden. Die Frucht ist linsenförmig zusammengedrückt, etwa 1 Millimeter lang und hat auf jeder Seite 5 bis 10 vertikale Reihen von Zellen, deren erhabene Wände die Frucht netzmaschig erscheinen lassen.

## Vorkommen
Die Fransenbinse ist in den Tropen und Subtropen der ganzen Welt verbreitet.  Sie kommt in Europa in Frankreich, Italien, Slowenien, Kroatien und in Montenegro vor. Früher hatte sie auch Vorkommen in der Schweiz im Tessin und in Südtirol. Sie kam an sandigen Seeufern vor. Die Art gedeiht oft in Pflanzengesellschaften des Verbands Nanocyperion. In Südosteuropa ist sie eine Charakterart des Verbands Fimbristylion.

## Taxonomie und Systematik
Die Fransenbinse wurde 1753 von Carl von Linné in Species Plantarum Band 1, S. 60 als Scirpus dichotomus erstbeschrieben. Die Art wurde 1805 von Martin Vahl in Enumeratio Plantarum … Band 2, S. 287 als Fimbristylis dichotoma (L.) Vahl in die Gattung Fimbristylis gestellt.
Man kann folgende 6 Unterarten unterscheiden:
- Fimbristylis dichotoma subsp. depauperata (R.Br.) J.Kern: Sie kommt von China bis ins nördliche Australien vor.[4]
- Fimbristylis dichotoma subsp. dichotoma  (Syn.: Fimbristylis annua (All.) Roem. & Schult.): Sie ist weltweit in den Tropen und Subtropen beheimatet.[4]
- Fimbristylis dichotoma var. floribunda (Miq.) T.Koyama: Sie kommt in Korea und in Japan vor.[4]
- Fimbristylis dichotoma subsp. glauca (Vahl) T.Koyama: Sie kommt im südlichen Indien und in Sri Lanka vor.[4]
- Fimbristylis dichotoma subsp. ophiticola (Britton) Zavaro: Sie kommt in Kuba vor.[4]
- Fimbristylis dichotoma subsp. podocarpa (Nees) T.Koyama: Sie kommt ursprünglich in Afrika, auf Madagaskar und von Südasien bis Australien vor und ist in Nordamerika ein Neophyt.[4]